# Генрих IX Любинский
Генрих IX (пол. Henryk IX lubiński, нем. Heinrich IX von Liegnitz-Lüben; около 1369 — 9 января 1419/5 апреля 1420) — князь Бжегский (1399—1400), Любинский, Хойнувский и Олавский (1400—1419/1420).

## Детство и юность
Представитель легницкой линии Силезских Пястов. Единственный сын князя бжегского Генриха VII со Шрамом (1343/1345 — 1399) от первого брака с Еленой (ум. 1369), дочерью графа Отто VIII Орламюнде.
Его мать преждевременно скончалась в 1369 году, вскоре после его рождения, возможно во время родов. Князь рос в центре интеллектуальной и художественной жизни при дворе своего деда, Людвика I Справедливого, князя Бжегского. Здесь проводились многочисленные научные дискуссии, богатые пиры и балы, театральные представления, а также рыцарские турниры. Коллекция княжеской библиотеки была одной из крупнейших в Европе. Людвик I Бжегский, будучи меценатом культуры и искусства, позаботился о правильном образования своего внука и будущего наследника.
В 1379 году Генрих VII Бжегский, отец Генриха, женился вторично. Его супругой стала Маргарита Мазовецкая, вдова князя Казимира IV Слупского и дочь князя Земовита III Мазовецкого. Во втором браке родились двое детей: Людвик и Мария, сводные брат и сестра Генриха. Несмотря на значительную разницу в возрасте, отношения между братьями в течение долгих лет были теплыми и близкими вплоть до междоусобной войны в начале XV века.
5 июля 1396 года князь Людвик I Бжегский передал во владение своему старшему внуку Генриху города Ключборк, Бычину и Волчин, а 20 сентября того же года состоялось его обручение с Анной Цешинской, дочерью Пшемыслава I Носака, князя Цешинского. Но только 29 сентября 1396 года (через девять дней после бракосочетания) Генрих IX вместе со своими дедом и отцом подтвердили получение приданого Анны в размере 2 000 гривен. В брачном договоре было также предусмотрено, какие города будут входить в так называемый вдовий удел невесты. Через несколько месяцев Людвик I Бжегский передал своему внуку половину ренты с городов Бжег, Вежбно и Олава.

## Начало правления
В декабре 1398 года скончался Людвик I Бжегский, а в июле следующего 1399 года — Генрих VII со Шрамом, князь Бжегский, дед и отец Генриха IX. Правителями Бжегского княжества стали сводные братья Генрих IX и Людвик II. В октябре 1400 года они разделили отцовские владения между собой на две части. Старший брат Генрих IX получил во владение Любин, Хойнув и Олаву, а Людвик II — Бжег.
17 июля 1402 года сводные братья Генрих IX Любинский и Людвик II Бжегский участвовали в съезде князей во Вроцлаве, на котором они заключили между собой и другими силезскими князьями оборонительный союз и заверили короля Чехии Вацлава IV Люксембургского в своей лояльности.

## Пленение брата сарацинами
В 1404 году князь Людвик II Бжегский отправился в паломничество в Святую Землю, во время которого он был захвачен в плен сарацинами. Только в конце года до Бжега дошла несчастная весть о судьбе князя. Князь Генрих IX Любинский, чтобы выкупить из плена своего брата, наложил на жителей Бжега, а также собственных подданных в Хойнуве и Олаве дополнительный налог. Необходимая сумма в 4 000 гривен была вскоре собрана, но Людвик II вернулся в Силезию только в конце 1405 года. Во время его плена Генрих ІХ Любинский осуществлял регентство над Бжегским княжеством.

## Война с Людвиком II
В марте 1409 года князь Вацлав II Легницкий, епископ вроцлавский, завещал Легницкое княжество и половину Злоторыи князю Людвику II Бжегскому. Права на вторую половину Злоторыи и рента в размере 6 000 гривен были завещаны Генриху ІХ Любинскому. Вацлав II Легницкий также постановил, что Злоторыя может достаться одному из двух братьев — тому, кто выкупит вторую часть у другого. В том же году Людвик II обратился к Генриху ІХ с предложением выкупить у него часть Злоторыи. В этот момент Генрих IX Любинский, ранее оскорбленный тем, что Людвик II Бжегский получил во владение Легницкое княжество, разорвал дружеские отношения со сводным братом. Вскоре их спор перерос в открытую войну, которая продолжалась в 1411—1414 годах. Война продолжалась, несмотря на посредничество князя-епископа Вацлава II Легницкого, который пытался убедить Генриха IX, что он имеет право распоряжаться своими владениями по собственному усмотрению. Спор закончился только благодаря вмешательству чешского короля Вацлава IV Люксембургского, который запретил своим вассалам воевать. Братья при содействии Вацлава II Легницкого помирились и подписали документ о взаимном наследовании. Жители Легницы и Злоторыи были обязаны повиноваться обоим князьям.
Князь Генрих IX Любинский скончался между 1419 и 1420 годом. Место его захоронения неизвестно.

## Брак и дети
20 сентября 1396 года Генрих IX женился на Анне Цешинской (до 1374—1403/1420), младшей дочери Пшемыслава I Носака, князя Цешинского, и Эльжбеты Бытомской. Супруги имели в браке шестерых детей:
- Руперт II (1396/1402 — 24 августа 1431), князь Любинский и Хойнувский (1419/1420 — 1431)
- Вацлав III (1400 — 14 января/28 мая 1423), князь Олавский (1419/1420 — 1423)
- Катаржина (1400 — июль 1424), муж с 1 августа 1423 года Альберт III, граф Линдов-Руппин (ок. 1406—1460)
- Анна (до 1403 — после 13 ноября 1420)
- Ядвига (до 1404 — после 4 февраля 1432), монахиня в Тшебнице (1416)
- Людвик III (до 1405 — до 18 июня 1441), князь Олавский (1419/1420 — 1441), Любинский и Хойнувский (1431—1441).